# リーヴァイ・コルウィル
リーヴァイ・レマー・サミュエルズ・コルウィル（Levi Lemar Samuels Colwill、2003年2月26日 - ）は、イングランド・サウサンプトン出身のプロサッカー選手。イングランド代表。チェルシーFC所属。ポジションはディフェンダー。

## クラブ経歴
2011年、チェルシーのU-9に加入し、トップチームデビュー未経験のまま2021年6月、EFLチャンピオンシップに所属していたハダースフィールド・タウンへ1シーズンのレンタル移籍をした。同年8月1日、EFLカップのシェフィールド・ウェンズデイ戦にてプロデビューを飾り、試合にはPK戦の末勝利した。プロ初ゴールは20日後の8月21日に行われた同じくEFLカップシェフィールド・ユナイテッド戦で記録した。
2022年8月5日、2022-23シーズン終了までプレミアリーグのブライトン・アンド・ホーヴ・アルビオンにレンタルという形で移籍した。加入から2日後に開催されたマンチェスター・ユナイテッドFC戦で91分に途中交代でピッチに入り、プレミアリーグデビューを果たした。2022-23シーズンは主力として公式戦20試合に出場した。
2023-24シーズンは、チェルシーにローンバックした。背番号はクラブのレジェンド、ジョン・テリーと同じ26番。

## 代表経歴
2018年からイングランドの各世代別代表に招集されており、2022年3月には19歳ながら飛び級でU-21代表から初招集された。
2023年10月13日、オーストラリアとの親善試合でA代表デビュー。